# Paolo Ignazio Maria Thaon di Revel
Paolo Ignazio Maria Thaon di Revel (n. 2 mai 1888, Toulon, Franța – d. 31 mai 1973, Poirino, Piemont, Italia) a fost un scrimer italian, medaliat olimpic. A participat la o ediție a Jocurilor Olimpice (1920) în care a câștigat o medalie de aur.

## Participări
Lista de mai jos prezintă principalele competiții la care a participat Paolo Ignazio Maria Thaon di Revel de-a lungul carierei.
- fencing at the 1920 Summer Olympics – men's team épée[*]